# Демавенд (город)
Демаве́нд (фарси دماوند) — город в Иране.
Находится в провинции (остане) Тегеран. Административный центр одноимённого шахрестана.
Население — приблизительно 60 тысяч человек.
Возник в древности. В 651 году был завоёван арабами. Около 1469 года город посетил Афанасий Никитин, упомянувший его в своих путевых записках «Хожение за три моря» под названием Димовант.
Сохранились памятники архитектуры.